# Хай-дайвинг
 Хай-дайвинг (англ. high diving) — прыжки в воду с экстремальных высот. Предшественником и разновидностью хай-дайвинга является клифф-дайвинг (англ. cliff diving), прыжки с естественных вышек — скал.
Мировая федерация хай-дайвинга была учреждена в 1996 году. Её штаб-квартира находится в швейцарском Авеньо.

## Red Bull Cliff Diving World Series
Прыжки в воду со скал являются достаточно популярным развлечением на многих морских курортах, но привлекающих СМИ соревнований по клифф-дайвингу долгое время не существовало. В 2009 году компания Red Bull GmbH, известный спонсор различных экстремальных соревнований, организовала Мировую серию клифф-дайвинга. Сезон Мировой серии состоит из 8 этапов, на каждом из которых спортсмены совершают серию прыжков с высоты около 27 метров.
| Сезон | Победитель      | Второй             | Третий          |
| ----- | --------------- | ------------------ | --------------- |
| 2009  | Орландо Дуке    | Гари Хант          | Артём Сильченко |
| 2010  | Гари Хант       | Орландо Дуке       | Артём Сильченко |
| 2011  | Гари Хант       | Артём Сильченко    | Михал Навратил  |
| 2012  | Гари Хант       | Орландо Дуке       | Стивен Лобю     |
| 2013  | Артём Сильченко | Гари Хант          | Орландо Дуке    |
| 2014  | Гари Хант       | Артём Сильченко    | Стивен Лобю     |
| 2015  | Гари Хант       | Орландо Дуке       | Хонатан Паредес |
| 2016  | Гари Хант       | Хонатан Паредес    | Энди Джонс      |
| 2017  | Хонатан Паредес | Гари Хант          | Блейк Олдридж   |
| 2018  | Гари Хант       | Стивен Лобю        | Хонатан Паредес |
| 2019  | Гари Хант       | Хонатан Паредес    | Энди Джонс      |
| 2020  | не проводился   | не проводился      | не проводился   |
| 2021  | Гари Хант       | Константин Попович | Кэтэлин Преда   |

## Чемпионат мира
Первый чемпионат мира по хай-дайвингу состоялся в 2013 году в рамках чемпионата мира по водным видам спорта. Мужчины выполняли серию из 5 прыжков с высоты 27 метров, женщины — 3 прыжков с 20 метров.

### Призёры мужских соревнований
| Чемпионат      | Золото             | Серебро                | Бронза                   |
| -------------- | ------------------ | ---------------------- | ------------------------ |
| Барселона 2013 | Орландо Дуке (COL) | Гари Хант (GBR)        | Джонатан Паредес (MEX)   |
| Казань 2015    | Гари Хант (GBR)    | Джонатан Паредес (MEX) | Артём Сильченко (RUS)    |
| Будапешт 2017  | Стивен Лобю (USA)  | Михал Навратил (CZE)   | Алессандро де Росе (ITA) |
| Кванджу 2019   | Гари Хант (GBR)    | Стивен Лобю (USA)      | Джонатан Паредес (MEX)   |

### Призёры женских соревнований
| Чемпионат      | Золото                | Серебро               | Бронза                 |
| -------------- | --------------------- | --------------------- | ---------------------- |
| Барселона 2013 | Сесилия Карлтон (USA) | Джинджер Хубер (USA)  | Анна Бадер (GER)       |
| Казань 2015    | Рэчелл Симпсон (USA)  | Сесилия Карлтон (USA) | Яна Нестерова (BLR)    |
| Будапешт 2017  | Рианна Иффланд (AUS)  | Адриана Хименес (MEX) | Яна Нестерова (BLR)    |
| Кванджу 2019   | Рианна Иффланд (AUS)  | Адриана Хименес (MEX) | Джессика Маккоул (GBR) |

## Кубок мира
| Кубок         | Победитель      | Второй           | Третий       |
| ------------- | --------------- | ---------------- | ------------ |
| Казань 2014   | Гари Хант       | Орландо Дуке     | Стивен Лобю  |
| Косумель 2015 | Артём Сильченко | Джонатан Паредес | Орландо Дуке |

## Галерея
- Пиктограмма Хай-дайвинга (High Diving pictogram)